# Jonas Werving
Jonas Werving, född omkring 1640 i Häggesta by, Bollnäs socken, Hälsingland, död 25 maj 1697 i Stockholm, var en svensk ämbetsman och historieskrivare, far till Johan Gabriel Werving.

## Biografi
Werving var son till länsmannen Peder Jonsson och Katarina Brunnera, som var syster till Martin Brunnerus, och tog sitt tillnamn efter en nära födelsegården belägen sjö, Werven. Efter avslutade studier i Uppsala företog han en utländsk resa och anställdes efter hemkomsten 1662 som kanslist i Kanslikollegium. 
Fyra år därefter utnämndes han till landssekreterare i Uppsala län, blev 1669 referendarie och 1674 sekreterare i Reduktionskollegium. Adlad 1677 med bibehållande av sitt förra namn förordnades han 1685 till assessor i Antikvitetskollegium.
Hos eftervärlden är Werving främst ihågkommen som författare efter befallning av Karl XI till Konung Sigismunds och konung Carl IX:s historier, ett verk som granskat av Klas Örnhiälm 1693-1694 och Elias Palmskiöld 1704, utgavs av Anders Anton von Stiernman 1746-1747.

### Fotnoter
1. ↑   Jonas Wervings födelseår är osäkert. Hofberg anger "född omkr. 1640", men enligt annan källa skulle Werving ha varit "student" redan 1647, vilket i så fall förefaller orimligt.